# Серсале
Серсале (італ. Sersale, сиц. Sarsale) — муніципалітет в Італії, у регіоні Калабрія,  провінція Катандзаро.
Серсале розташоване на відстані близько 490 км на південний схід від Рима, 18 км на північний схід від Катандзаро.
Населення — 4654 особи (2014).
Щорічний фестиваль відбувається 16 липня. Покровитель — Santa Maria del Carmine.

## Демографія
Населення за роками:

Станом на 1 січня 2023 року в муніципалітеті офіційно проживало 76 іноземців з 12 країн, серед них 37 громадян країн Євросоюзу та 13 громадян України.

## Сусідні муніципалітети
- Черва
- Кропані
- Маджизано
- Петрона
- Селлія-Марина
- Цагаризе